# Dzierzba rudogłowa
Dzierzba rudogłowa, rudogłówka (Lanius senator) – gatunek małego ptaka wędrownego z rodziny dzierzb (Laniidae).

## Występowanie
Zamieszkuje w zależności od podgatunku:
- dzierzba rudogłowa[3] (Lanius senator senator) – Europa Południowa od Pirenejów przez Półwysep Apeniński, Sycylię i inne śródziemnomorskie wyspy, Bałkany, Grecję po zachodnią Azję Mniejszą. Rzadziej zamieszkuje Europę Zachodnią i Środkową. Wędruje na dalekie dystanse. Przeloty w kwietniu–maju i sierpniu–wrześniu.

W Polsce do niedawna bardzo nielicznie gnieździł się w centrum, południu i na wschodzie kraju, wybierając najczęściej suche i ciepłe tereny otwarte o bogatej strukturze z piaszczystymi obszarami bez roślinności, jak ekstensywnie użytkowane pastwiska, rzadko pielęgnowane, luźne sady. Pod koniec XX w. stwierdzano już tylko pojedyncze lęgi – w Małopolsce, Wielkopolsce, Kujawach i na Mazowszu. Ostatni pewny lęg odnotowano w 1997 roku w woj. mazowieckim.
- Lanius senator rutilans – Półwysep Iberyjski i Maghreb (takson czasem wliczany do L. s. senator[4]).
- dzierzba balearska[3] (Lanius senator badius) – Baleary, Korsyka, Sardynia i Capri.
- Lanius senator niloticus – od Cypru, przez Lewant, wschodnią Azję Mniejszą po wschodni Iran.

Podgatunki L. s. senator, L. s. rutilans i L. s. badius zimują w Afryce od południowej Mauretanii, południowego Nigru po zachodni Sudan oraz południową i północno-wschodnią część Demokratycznej Republiki Konga. Podgatunek L. s. niloticus zimuje w północno-wschodniej Afryce od Darfuru po Erytreę, na południu osiągając północno-wschodnią część Demokratycznej Republiki Konga, północną Ugandę i zachodnią Kenię. Pojedyncze osobniki pojawiają się w Tanzanii i w południowo-zachodniej części Półwyspu Arabskiego.

## Charakterystyka

### Cechy gatunku

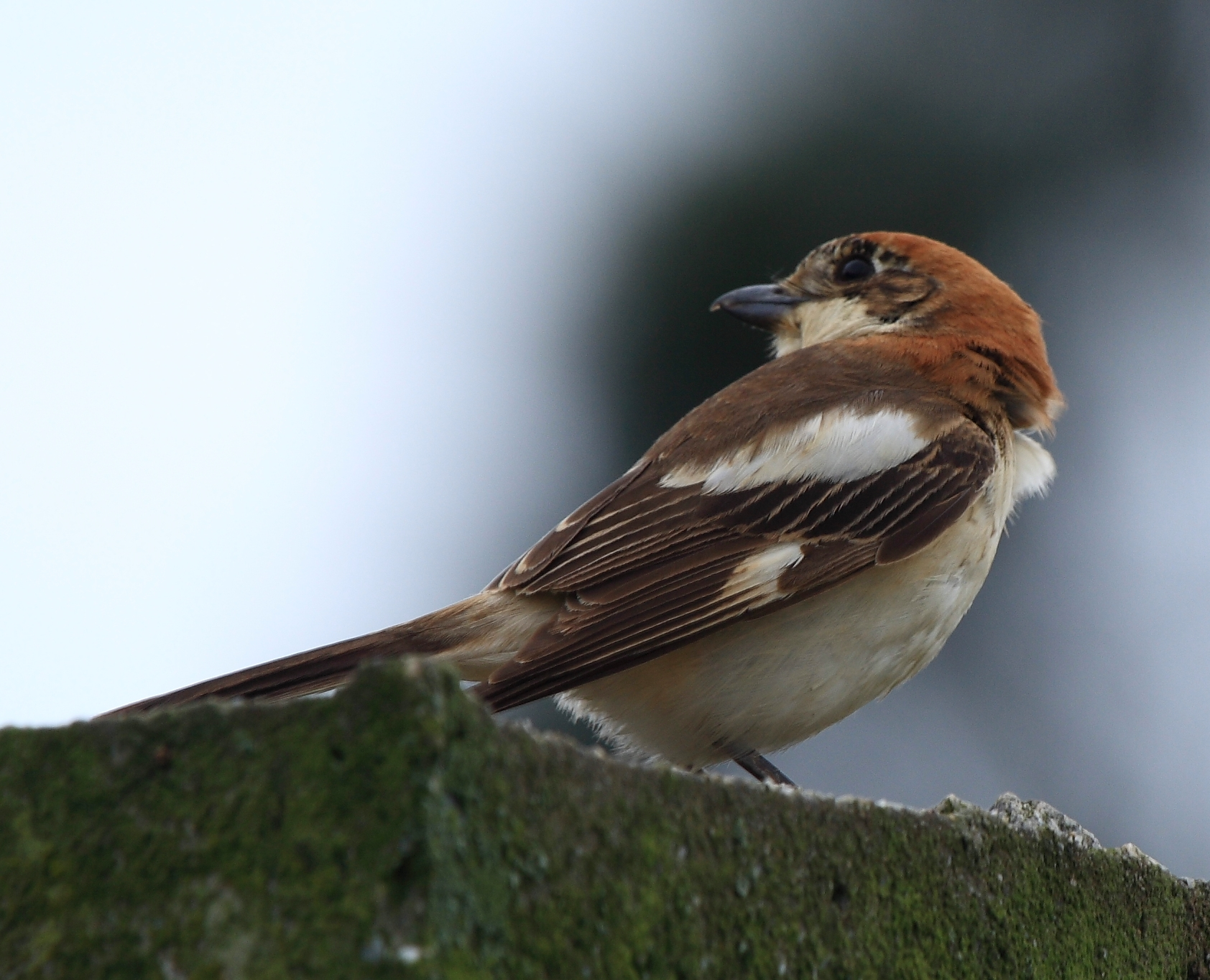
Samica dzierzby rudogłowej

Ptak o dość okrągłej sylwetce, dużej głowie, pstrokatym upierzeniu i z długim ogonem. Samiec i samica ubarwione podobnie, choć ta druga ma mniej kontrastowe upierzenie. Czoło, pręga przechodząca przez oko (maska), a ciągnąca się od kantarka, skrzydła, grzbiet i ogon czarne. Kuper i lusterko na skrzydłach, boki ogona i poliki oraz bark białe. Biała plama na zewnętrznej części skrzydeł nie występuje u dzierzb z Balearów. Na ciemieniu i potylicy (tworzące „czapeczkę”, większą u samców) oraz karku rdzawa plama, spód ciała białopopielaty. Ogon ma białe krawędzie i nasadę. Młodociane brązowawe na wierzchu, brudnobiałe od spodu, z ciemniejszym pasem przez oko i jaśniejszym barkiem. W całości pokryte gęstym, ciemnobrązowym prążkowaniem, zwłaszcza od góry, od spodu tworzy falisty poprzeczny wzór. Spód ciała mają jasny. Posiadają poza tym wyraźną, dużą, jasną, podłużną plamę na ramieniu (barkówkach) z ciemnym półksiężycem i mniejszą u podstawy lotek pierwszego rzędu, podobnie jak ma to miejsce u osobników dorosłych.
Rozmiarami przewyższa nieco dzierzbę gąsiorka, a dorównuje szpakowi. Jest też od niego masywniejsza. Wśród przedstawicieli swojego rodzaju jest najbardziej kolorowym ptakiem, a co najlepiej prezentuje w locie. Lata dość słabo, falistym torem. Podobnie jak inne dzierzby ma w zwyczaju przesiadywać na eksponowanych miejscach terenu – siedzi na czubkach krzewów itp.

### Wymiary średnie
długość ciałaok. 17–19 cm

rozpiętość skrzydełok. 26–30 cm

### Masa ciała
ok. 30–40 g

### Głos
W przypadku zdenerwowania krzyczy długo „geggeg”. Ich melodia nie ma podziału na strofy i słychać ją jako niezbyt głośny szczebiot z licznymi imitacjami innych ptaków. Przeważnie jednak milczą.

## Biotop

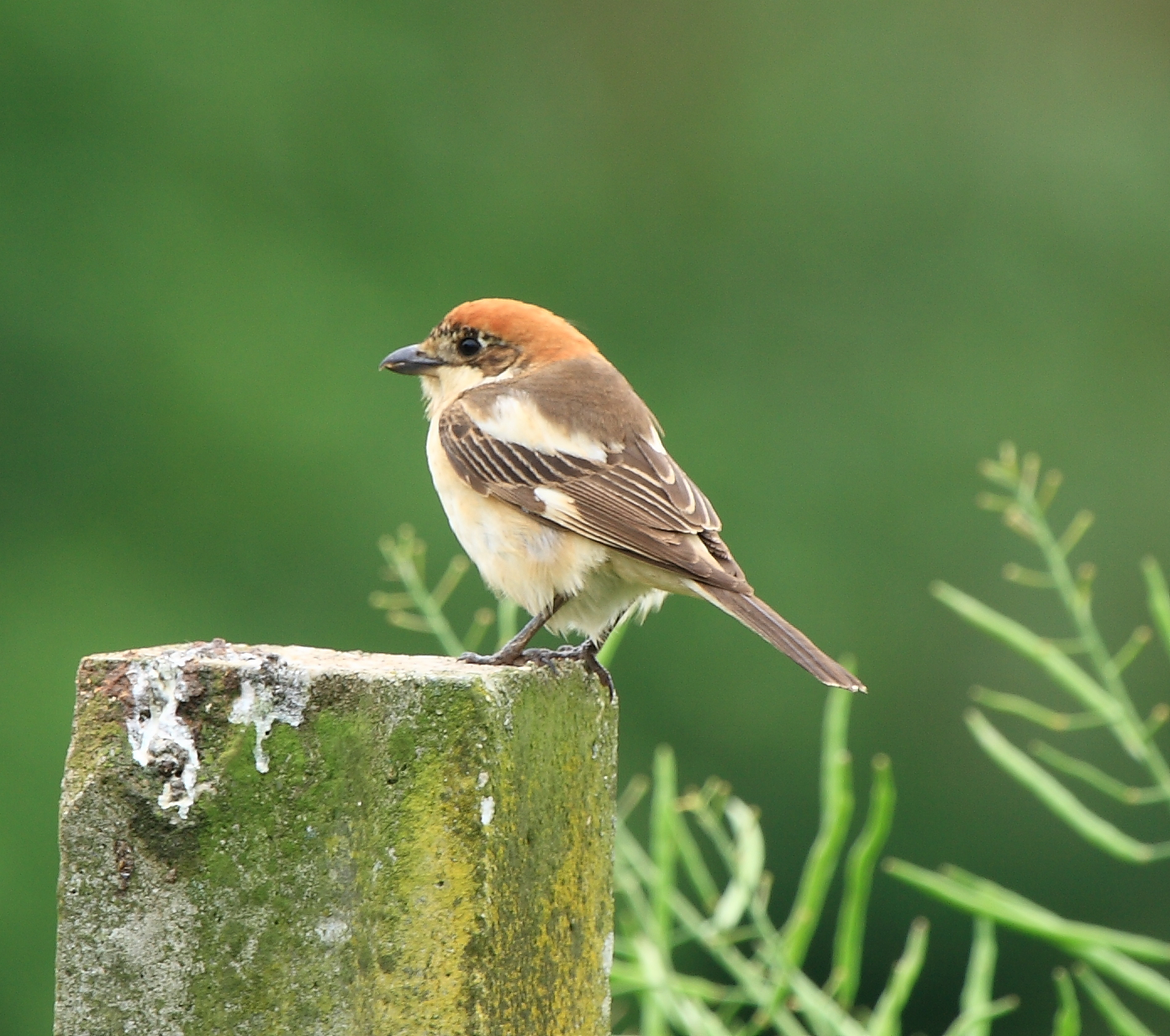
Dzierzba rudogłowa preferuje obszary ciepłe i suche

Głównie ciepłe i słoneczne obszary o klimacie śródziemnomorskim, ale również obszary klimatu umiarkowanego (zachodnia i środkowa Europa), a także granice stepów i pustyń oraz makia. Wymaga otwartych przestrzeni z wysokimi drzewami. Często są to zakrzewione stoki pagórków lub dna dolin (najchętniej przebywa na południowych zboczach porośniętych rzadko drzewami lub krzewami), rzadkie lasy o wysokich drzewach i pozbawione niemal podszytu, skraje borów rosnących na piaszczystym podłożu. Niekiedy skraje dróg, przydrożne drzewa, sady, ogrody, zagajniki, parki, wrzosowiska, pogranicza lasu i pól uprawnych z krzewami, zarośla.

## Okres lęgowy
Na tereny lęgowe przylatuje pod koniec kwietnia lub w maju. Okres lęgowy trwa od maja do lipca. Tworzone pary są monogamiczne.

### Gniazdo
Wysoko na drzewie (często owocowym lub na sośnie na wys. 3–6 m) lub w krzewach, zwykle na poziomych gałęziach w ich rozwidleniach, zbudowane z drobnych gałązek, suchych łodyg, traw, korzeni i zielonych części roślin (te występują głównie na krawędzi konstrukcji). Wysłane gęsto sierścią, piórami lub wełną roślin. W wysłaniu brak suchych roślin i korzonków (podobnie jak w przypadku lęgowiska witego przez dzierzbę gąsiorka). Budowa gniazda zaczyna się zaraz po przylocie dzierzby na lęgowiska.

### Jaja

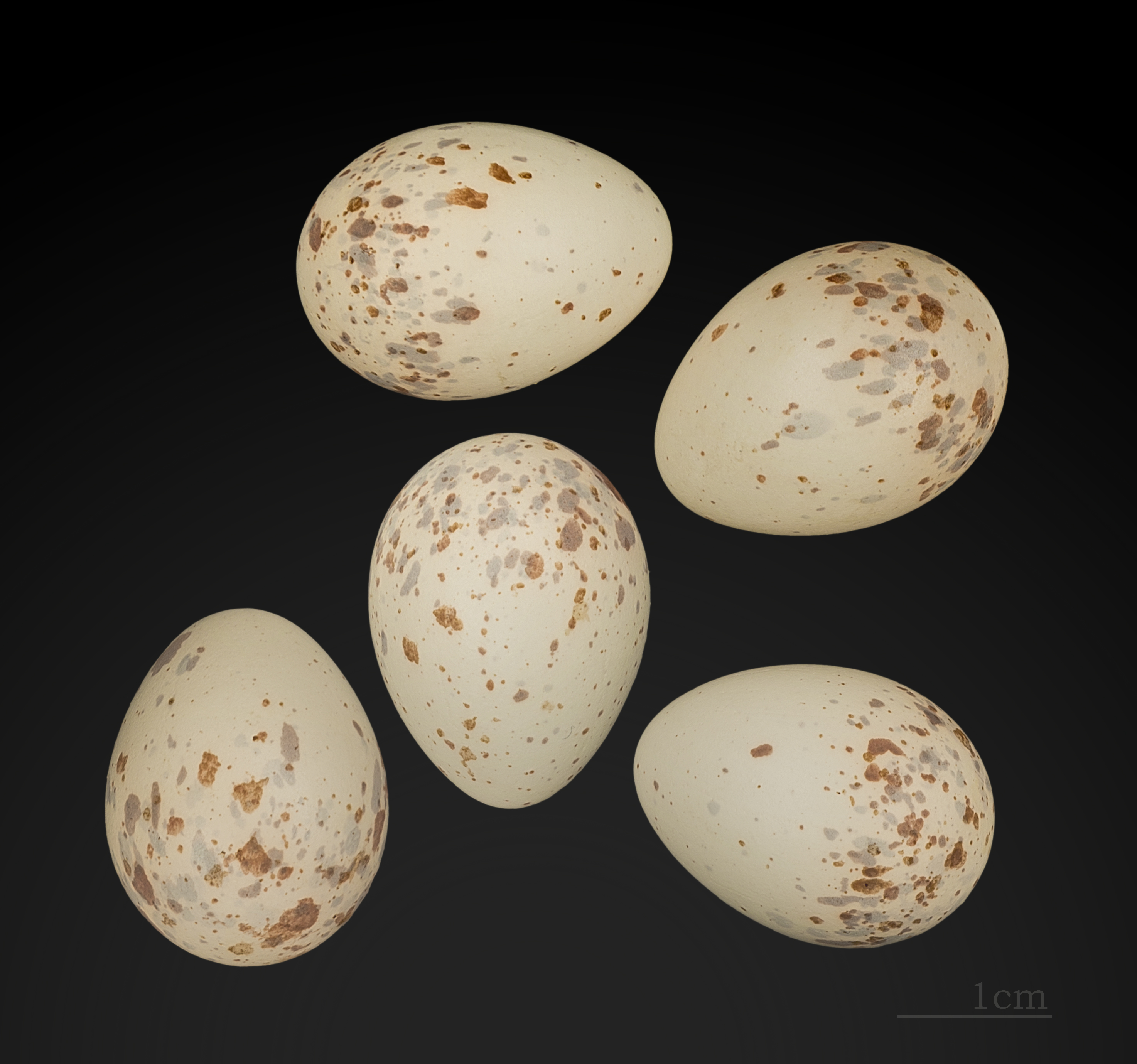
Jaja z kolekcji muzealnej

W ciągu roku wyprowadza jeden lęg, składając w kwietniu (na południu) – czerwcu (na północy) 5 lub częściej 6 subeliptycznych, jednobarwnych jaj w kolorze od żółtawoczerwonawego, przez żółtozielonkawy, zielonooliwkowy (najczęściej) po zielonobrązowy i brązowy. Są ciemno nakrapiane. Ich rozmiar i ubarwienie przypominają jaja dzierzby gąsiorka.

### Wysiadywanie, pisklęta
Jaja są wysiadywane przez okres 14–15 dni głównie przez samicę, której rzadko pomaga samiec. Partner ma wtedy za główne zadanie przynoszenie przyszłej matce pożywienia. Pisklęta opuszczają gniazdo po 18–20 dniach. Przez kolejne jednak 2–3 tygodnie oboje rodzice nadal karmią swe potomstwo. Pod koniec sierpnia i na początku września dzierzby odlatują na zimowiska.

## Pożywienie

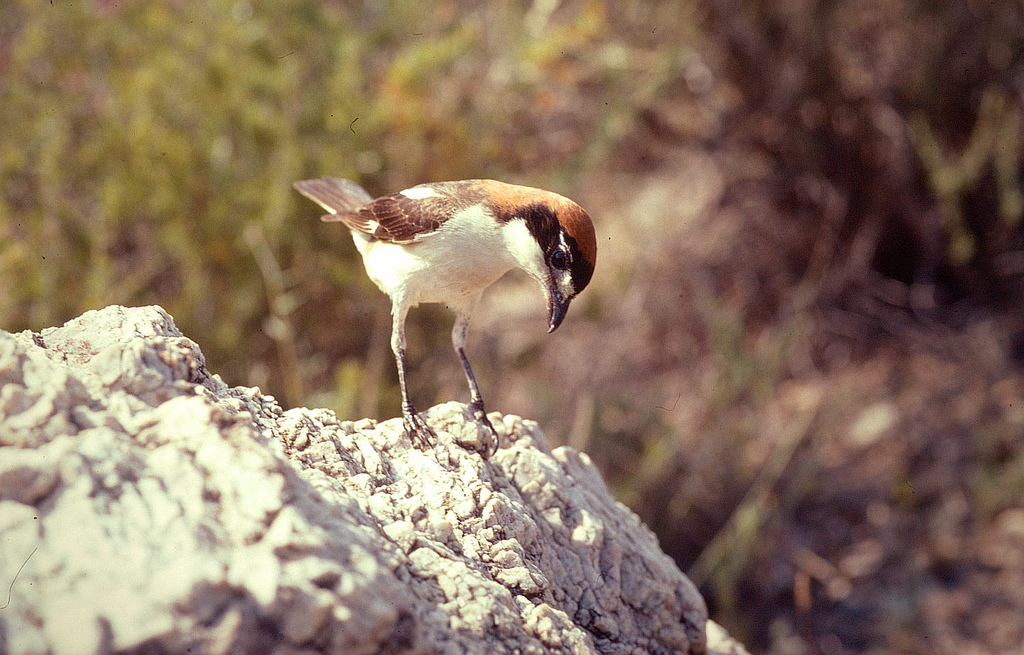
W Polsce dzierzba rudogłowa nie lęgnie się od końca XX w.

Głównie duże owady takie jak trzmiele i chrząszcze, rzadziej drobne kręgowce, np. małe żaby, pisklęta i myszy. Ofiary chwyta na ziemi lub w locie. Podobnie jak inne dzierzby nabija zdobycz na ciernie lub ostre gałązki w ich rozwidleniu. Ma to na celu unieruchomienie (umocowanie) złapanych zwierząt.

## Status i ochrona
Międzynarodowa Unia Ochrony Przyrody (IUCN) uznaje dzierzbę rudogłową za gatunek bliski zagrożenia (NT – Near Threatened) od 2022 roku; wcześniej, od 1988 był klasyfikowany jako gatunek najmniejszej troski (LC – Least Concern). Liczebność światowej populacji, obliczona w oparciu o szacunki organizacji BirdLife International dla Europy z 2015 roku, zawiera się w przedziale 5,95–9,59 milionów dorosłych osobników. Globalny trend liczebności populacji uznawany jest za spadkowy.
W Polsce objęta ścisłą ochroną gatunkową; wymaga ochrony czynnej. Na Czerwonej liście ptaków Polski została sklasyfikowana jako gatunek wymarły regionalnie (RE – Regionally Extinct).
Spadek liczebności populacji dzierzby rudogłowej tłumaczy się zmianami klimatycznymi, które przekładają się na zimne, deszczowe lata. Ma to wpływ na ich sukces rozrodczy i powoduje spadek liczności owadów, na które ptaki te polują. Dyrektywa ptasia wymienia również intensyfikację rolnictwa, zarastanie nieużytków i likwidowanie zadrzewień śródpolnych.